# فالكون (مصنع)
فالكون (بالسويدية: Falcon) هو مصنع جعة في فالكنبرغ، وكان يعرف سابقاً باسم Bryggeri AB Falken، وهو الآن واحد من العلامات التجارية ومنشآت الإنتاج التابعة لشركة كارلسبيرغ السويدية.
تأسست الشركة في عام 1896 تحت اسم Bryggeri AB Falken من قبل صانع الجعة "جون إل. سكانتزي (بالسويدية: John L. Skantze)"، الذي اختار فالكنبرغ بسبب الفائدة الاقتصادية والمياه المناسبة لها. يلمح اسم فالكون إلى اسم المدينة. قاد سكانتزي بنفسه مصنع الجعة حتى عام 1937 ثم نقله إلى الجيل التالي. قاد ابنه إرلاند سكانتزي الشركة عندما بدأ في عام 1955 بيع بيرة قوية تحت علامة فالكون التجارية. تم تشغيل منشأة إنتاج جديدة في فالكنبرج في عام 1961.
بعد فترة طويلة من النمو، انتهى الأمر بالشركة في مشاكل مالية مع إلغاء البيرة المتوسطة في عام 1977. قامت عائلة سكانتزي بعد ذلك ببيع مصنع الجعة إلى بريبس، والتي دمجتها في نفس العام مع «ساندوالز» في بوروس. تم نقل المكتب الرئيسي إلى بوروس بعد الاندماج، بينما تم نقل الإنتاج تدريجياً إلى فالكنبرغ. في مطلع العام 1986/87، تم نقل المكتب الرئيسي إلى فالكنبرج.
ثم كانت بريبس مملوكة للدولة (فيما بعد فولفو من خلال بروكورديا)، والتي قامت مع شركة يونيليفر في عام 1985 بتقسيم الشركة؛ تعامل Falken مع التصنيع وسوق الصقر والتوزيع والمبيعات. في عام 1994، تم لم شمل هذه الأجزاء تحت اسم Falcon.
أنتجت Falcon أيضًا المشروبات الغازية وفي عام 1985 أطلقت علامتها التجارية الخاصة للكولا، وهي إكس كولا (XL Cola) والتي ظهرت في السوق السويدية حتى عام 2000 تقريبًا.

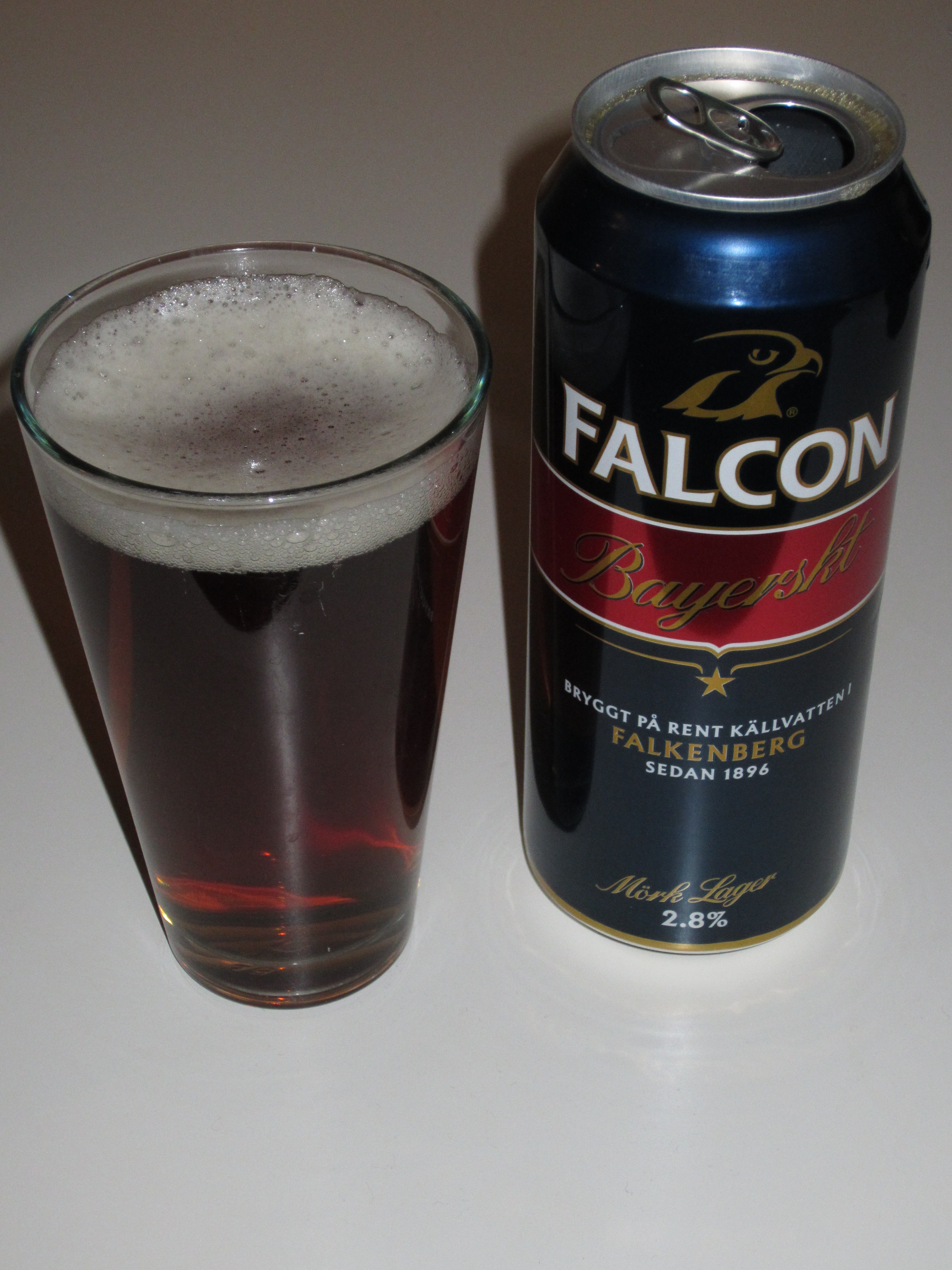
تخمر فالكون، من بين أشياء أخرى، البيرة الشعبية البافارية.

في عام 1989، تم دمج مصنع الجعة مع مصانع الجعة Till-bryggerierna في أوسترسوند. في عام 1996، تم بيع الشركة إلى مجموعة التخمير الدنماركية كارلسبيرغ، التي اشترت Pripps-Ringnes في عام 2000. ثم أصبحت Gamla Pripps و Falcon معًا كارلسبيرغ السويدية. في ذلك الوقت، كان لدى بريبس مصنعي جعة، أحدهما في Västra Frölunda والآخر في Bromma. فيما يتعلق بالاستحواذ، خلص إلى وجود طاقة زائدة في السويد. تم إغلاق مصنع الجعة في Västra Frölunda في عام 2002 بعد قرار أُعلن في 9 مايو 2001.

## العلامات التجارية
يقوم الآن مصنع كارسبيرغ بتصنيع وإعادة إطلاق البيرة بعلامة فالكون التجارية، في المقام الأول باعتبارها بيرة شعبية ممتازة. تشمل بيرة فالكون الآن البيرة والبافارية والجعة واليسبير والجعة وغير الكحولية.
في عام 2015، أصبح من الواضح أن بيرة فالكون الخالية من الكحول ستكون الراعي الاسم لساحة كرة القدم الجديدة لفريق فالكنبيرج إف إف، والتي ستكون جاهزة في عام 2017. تم افتتاح «فالكون الكوهولفري ارينا» (بالسويدية: Falcon Alkoholfri Arena) كما هو مخطط في أبريل 2017.